# Paslières
Paslières település Franciaországban, Puy-de-Dôme megyében. Lakosainak száma 1487 fő (2022. január 1.). Paslières Puy-Guillaume, Charnat, Dorat, Noalhat, Saint-Rémy-sur-Durolle, Saint-Victor-Montvianeix, Thiers és Vinzelles községekkel határos.

## Népesség
A település népességének változása:
| Lakosok száma | 1567 | 1536 | 1560 | 1513 | 1496 | 1490 | 1478 | 1483 | 1487 |
|               | 2013 | 2015 | 2016 | 2017 | 2018 | 2019 | 2020 | 2021 | 2022 |